# Domaine de Nagaoka

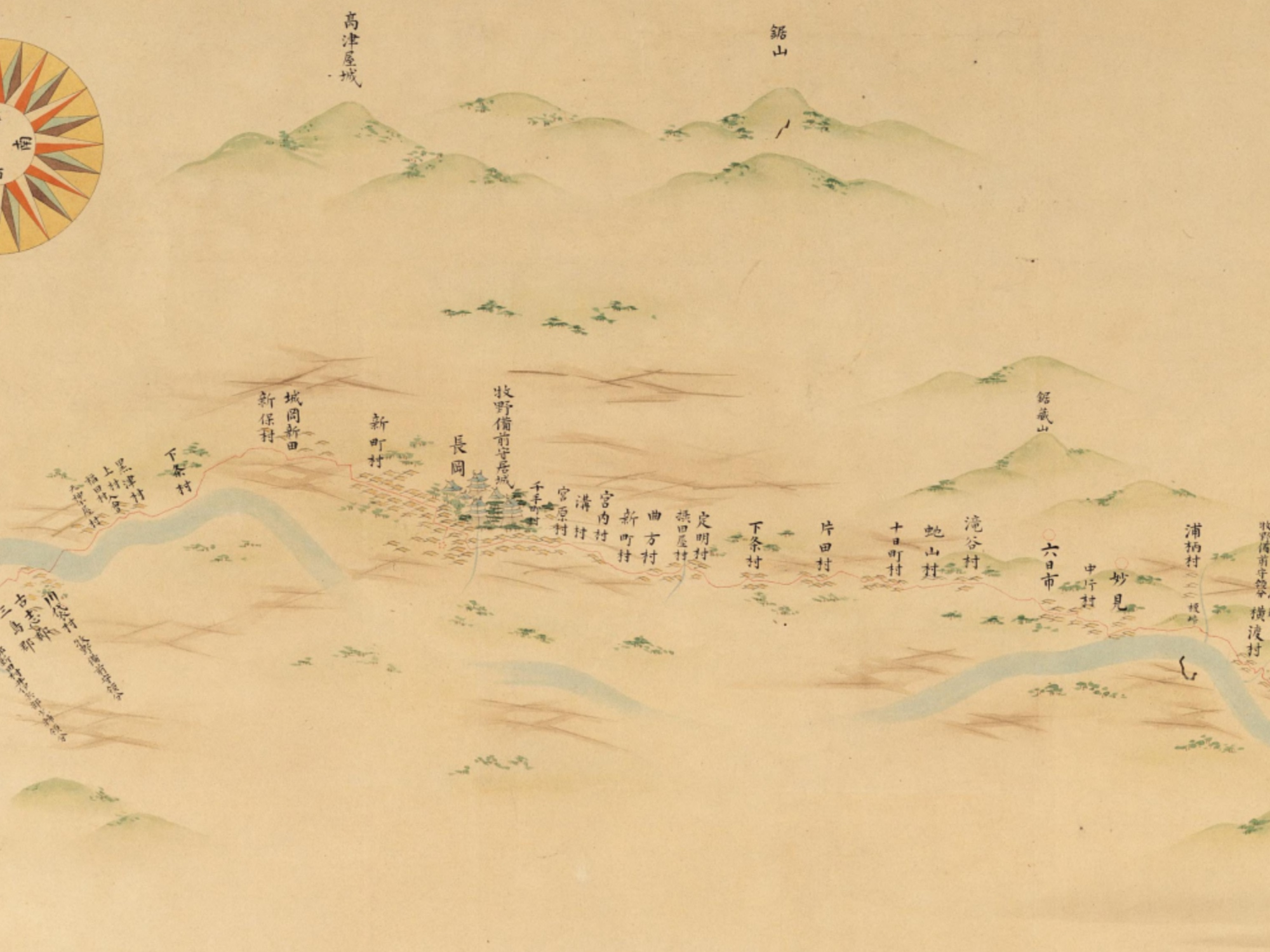
Carte du domaine de Nagaoka réalisé par Inō Tadataka.

Le domaine de Nagaoka (長岡藩, Nagaoka-han) est un fief féodal japonais de l'époque d'Edo situé dans la province d'Echigo (actuelle préfecture de Niigata). Il était dirigé à partir du château de Nagaoka dans l'actuelle ville de Nagaoka. Il est également appelé « domaine d'Echigo-Nagaoka » (越後長岡藩, Echigo-Nagaoka-han) pour le distinguer du plus petit domaine de Yamashiro-Nagaoka de la ville de Nagaokakyo. Le domaine est dirigé par le clan Makino pendant la majeure partie de son histoire. Il est également le théâtre de violents combats de la guerre de Boshin durant l'été 1868. L'amiral Isoroku Yamamoto est le fils d'un samouraï de Nagaoka.

## Histoire
Le territoire du domaine de Nagaoka fait à l'origine partie du domaine de Takada sauf exception de 60 000 koku du domaine de Zaodo offert à une branche du clan Hori pour ses services envers Toyotomi Hideyoshi. Après que le daimyō du domaine de Takada, Matsudaira Tadateru, a été disgracié lors du siège d'Osaka de 1616 et privé de ses terres, Hori Naoyori reçoit le domaine de Zaodo en récompense et une terre de 20 000 koku supplémentaire des anciens territoires de Takada. Il constate rapidement que le siège du domaine de Zaodo est mal situé car placé dans un endroit inondable par le fleuve Shinano et fait construire un nouveau château sur les hauteurs à l'opposé de l'actuelle Nagaoka. Cela marque la création du domaine de Nagaoka. En 1618, il est transféré au domaine de Murakami et Nagaoka est remis à Makino Tadanari, anciennement au domaine de Nagasaki. En 1620, le kokudaka du domaine est élevé de 10 000 koku puis de nouveau de 2 000 koku en 1625. Le domaine, qui s'étend à travers la plaine d'Echigo, à l'ouest de Niigata, possède d'excellentes terres rizicoles, et contrôle également le port de Niigata et son commerce de la kitamaebune (en). Par la suite, les revenus réels du domaine dépassent de loin son kokudaka officiel. Les revenus réels sont de 115 300 koku en 1712, et 142 700 koku en 1858 en opposition avec son chiffre officiel de 74 000 koku.
Sous la direction du clan Makino, le domaine est célèbre pour son organisation militaire et son soutien financier à l'entraînement de divers arts militaires. Durant la bataille de Hokuetsu de la guerre de Boshin, Nagaoka rejoint l'Ōuetsu Reppan Dōmei et est le théâtre de violents combats entre les forces pro-Tokugawa et l'armée impériale. Kawai Tsugunosuke et Yamamoto Tatewaki sont des hauts commandants de Nagaoka durant la guerre. Après la défaite de l'alliance pro-Tokugawa, le domaine est réduit à 24 000 koku.
En juillet 1871, avec l'abolition du système han, le domaine de Nagaoka devient brièvement la préfecture de Nagaoka qui est absorbée par la nouvelle préfecture de Niigata. Sous le nouveau gouvernement de Meiji, le dernier daimyō de Nagaoka, Mizuno Tadakatsu, sert comme gouverneur du domaine avant d'étudier à la Keio Gijuku (en). Son frère, Makino Tadaatsu, reçoit le titre de vicomte (shishaku) selon le système nobiliaire kazoku et sert comme maire de Nagaoka et comme membre de la Chambre des pairs du Japon.

## Possessions à la fin de l'époque d'Edo
Comme la plupart des domaines japonais, Nagaoka est composé de plusieurs territoires discontinus dont la valeur kokudaka est fondée sur une estimation périodique du potentiel agricole,.
- Province d'Echigo
  - 104 villages dans le district de Kambara
  - 263 villages dans le district de Koshi
  - 83 villages dans le district de Kanbara
  - 70 villages dans le district de Santō
  - 17 villages dans le district de Kariwa

## Liste des daimyōs
| #                              | Nom                             | Règne     | Titre de courtoisie                  | Rang de cour            | Kokudaka             | Notes                                   |
| ------------------------------ | ------------------------------- | --------- | ------------------------------------ | ----------------------- | -------------------- | --------------------------------------- |
| Clan Hori (tozama) 1616-1618   |                                 |           |                                      |                         |                      |                                         |
| 1                              | Hori Naoyori (堀直宥)           | 1616-1618 | Tango-no-kami ( 丹後守)              | 5e inférieur (従五位下) | 80 000 koku          | Transféré au domaine de Murakami        |
| Clan Makino (fudai) 1618-1871, |                                 |           |                                      |                         |                      |                                         |
| 1                              | Makino Tadanari (牧野忠成)      | 1618-1655 | Uma-no-jo (右馬允)                   | 4e inférieur (従四位下) | 74 000 koku          | Transféré depuis le domaine de Nagasaki |
| 2                              | Makino Tadanari (II) (牧野忠成) | 1655-1674 | Hida-no-kami (飛騨守)                | 5e inférieur (従五位下) | 74 000 koku          |                                         |
| 3                              | Makino Tadatoki (牧野忠辰)      | 1674-1721 | Suzuga-no-kami (駿河守)              | 5e inférieur (従五位下) | 74 000 koku          |                                         |
| 4                              | Makino Tadakazu (牧野忠寿)      | 1721-1735 | Suruga-no-kami (駿河守)              | 5e inférieur (従五位下) | 74 000 koku          |                                         |
| 5                              | Makino Tadashika (牧野忠周)     | 1735-1746 | Minbu-no-sho (民部少輔)              | 5e inférieur (従五位下) | 74 000 koku          |                                         |
| 6                              | Makino Tadataka (牧野忠敬)      | 1746-1748 | Suruga-no-kami (駿河守)              | 5e inférieur (従五位下) | 74 000 koku          |                                         |
| 7                              | Makino Tadatoshi (牧野忠利)     | 1748-1755 | Suruga-no-kami (駿河守)              | 5e inférieur (従五位下) | 74 000 koku          |                                         |
| 8                              | Makino Tadahiro (牧野忠寛)      | 1755-1766 | Suruga-no-kami (駿河守)              | 5e inférieur (従五位下) | 74 000 koku          |                                         |
| 9                              | Makino Tadakiyo (牧野忠精)      | 1766-1831 | Bizen-no-kami (備前守) ; jijū (侍従) | 4e inférieur (従四位下) | 74 000 koku          |                                         |
| 10                             | Makino Tadamasa (牧野忠雅)      | 1831-1858 | Bizen-no-kami (備前守)               | 5e inférieur (従四位下) | 74 000 koku          |                                         |
| 11                             | Makino Tadayuki (牧野忠恭)      | 1858-1867 | Bizen-no-kami (備前守)               | 4e inférieur (従四位下) | 74 000 koku          |                                         |
| 12                             | Makino Tadakuni (牧野忠訓)      | 1867-1868 | Suruga-no-kami (駿河守)              | 5e inférieur (従五位下) | 74 000 koku          |                                         |
| 13                             | Makino Tadakatsu (野忠毅)       | 1868-1870 | Aucun                                | 3e (従三位)             | 74 000 → 24 000 koku |                                         |